# Sarcophanops
Sarcophanops és un gènere d'ocells de la família dels eurilaimids (Eurylaimidae) que es troben a les Filipines.

## Taxonomia
Antigament, aquestes espècies estaven incloses en el gènere Eurylaimus però a rel d'estudis de Dekker i Dickinson 2000 i el posterior d'Irestedt et al. 2006 es van moure a aquest nou gènere.
Segons la Classificació del Congrés Ornitològic Internacional (versió 14.2, 2024) aquest gènere està format per dues espècies:
- becample de Mindanao (Sarcophanops steerii).
- becample de les Visayas (Sarcophanops samarensis).